# Jonny King
John „Jonny“ King (* 1965 in New York City) ist ein amerikanischer Jazz-Pianist, Autor und Anwalt.

## Leben und Wirken
Jonny King begann im Alter von neuen Jahren mit dem Klavierspiel und fing schon früh unter dem Einfluss der Musik von Earl Hines und Teddy Wilson an, sich für Jazz zu interessieren. Als Jugendlicher hatte er einige Auftritte in New Yorker Clubs. Anfang der 1980er Jahre studierte er bei Tony Aless und Mulgrew Miller und hatte kurz die Gelegenheit, mit Art Blakey zu spielen. Danach arbeitete King mit Musikern der Kooperative The Young Lions, ging mit seinem Studienfreund Joshua Redman auf Tournee und spielte mit der Formation Out of the Blue sowie u. a. mit Christian McBride, Bobby Watson, Kenny Garrett, Vincent Herring, Roy Hargrove und Joe Lovano. Jonny King arbeitete auch als Komponist und nahm mit Vincent Herring, Billy Drummond, Josua Redman, Steve Wilson, Peter Washington, Larry Grenadier und David Sánchez drei Alben unter eigenem Namen für die Label Criss Cross (1994) und Enja (1995/97) auf. Gegenwärtig (2018) arbeitet er in einem Trio mit Steve Nelson (Vibraphon) und Gerald Cannon (Bass).
Neben seiner Musiker-Karriere graduierte King in Princeton und an der Harvard Law School und arbeitet seitdem als Anwalt für Urheber-Rechte. Er betätigte sich außerdem als Autor und schrieb das Buch What Jazz Is, das sich mit der New Yorker Jazzszene um 1997 und speziell den Young Lions beschäftigt.

## Auswahldiskographie
- In from the Cold (Criss Cross, 1994)
- Notes from the Underground (Enja, 1995)
- The Meltdown (Enja, 1997)